# Evolvulus alopecuroides
Evolvulus alopecuroides är en vindeväxtart som beskrevs av Carl Friedrich Philipp von Martius. Evolvulus alopecuroides ingår i släktet Evolvulus och familjen vindeväxter. Inga underarter finns listade i Catalogue of Life.